# Her Blue Sky
Her Blue Sky (japanisch 空の青さを知る人よ, Sora no Aosa o Shiru Hito yo) ist ein animiertes Coming-of-Age-Drama des Studios CloverWorks aus dem Jahr 2019.

## Handlung
Die Schwestern Akane (31 Jahre) und Aoi (17 Jahre) leben seit 13 Jahren zu zweit in Chichibu. Damals starben bei einem Unfall ihre Eltern. Um sich um ihre kleine Schwester kümmern zu können, gab Akane den Traum auf, mit ihrem Freund Shinnosuke, genannt Shinno, nach Tokyo zu ziehen, wo sie als Musiker tätig sein wollte. Stattdessen ging er alleine, während sie in Chichibu blieb und Arbeit im Rathaus aufnahm, worauf ihr Kontakt abbrach. Aoi, die noch zur Zeit, als ihre Eltern lebten, gerne bei den Proben der Band ihrer Schwester anwesend war, lernt während der Schulzeit, E-Bass zu spielen.
Als der Musiker Dankichi Nitobe nach Chichibu kommt, gibt es ein Wiedersehen von Akane und Shinno, denn dieser ist als Gitarrist Teil von Nitobes Band. Aoi, die von der zerbrochenen Liebe weiß, zieht sich mit Schuldgefühlen in die Hütte zurück, welche früher als Probenraum diente. Dort begegnet ihr Shinno, jedoch in einer 13 Jahre jüngeren Version. Diese hat einen physischen Körper, kann aber die Hütte nicht verlassen. Der Shinno aus der Vergangenheit ist enttäuscht von der Person, in welche er sich später entwickelt hat, und bittet Aoi um ihre Mithilfe, um sein späteres Ich wieder mit Akane zusammenkommen zu lassen. Währenddessen entwickelt Aoi Zuneigung zu Shinnos jüngerer Version.

## Produktion und Veröffentlichung
Regisseur des Films ist Tatsuyuki Nagai, Koregie führte Miyuki Kuroki. Das Drehbuch schrieb Mari Okada, das Charakterdesign stammt von Masayoshi Tanaka. Für die Musik zeichnete Masaru Yokoyama verantwortlich. Der Soundtrack Sora no Aosa o Shiru Hito yo wurde von Aimyon geschrieben und aufgeführt. Die Animationen stammen vom Studio CloverWorks, den Vertrieb in Japan übernahm Tōhō. Das Trio Nagai, Okada, Tanaka arbeitete bereits vorher zusammen bei AnoHana sowie The Anthem of the Heart.
Her Blue Sky kam am 11. Oktober 2019 in die japanischen Kinos. Am 1. Oktober 2020 folgte die Veröffentlichung in Vietnam sowie am 16. März 2022 die in Südkorea. In Deutschland wurde der Anime am 9. Juni 2020 im Rahmen der Nippon Connection zum ersten Mal gezeigt. Zudem erschien der Film auf DVD und Blu-Ray bei Koch Films und dem Sublabel KSM Anime.

### Synchronisation
Die deutsche Synchronisation entstand nach einem Dialogbuch und der Dialogregie von Birte Baumgardt durch die Synchronfirma G&G Tonstudios GmbH in Kaarst.
| Rolle               | Synchronsprecher (jap.) | Synchronsprecher (dt.) |
| ------------------- | ----------------------- | ---------------------- |
| Aoi Aioi            | Shion Wakayama          | Léa Mariage            |
| Akane Aioi          | Riho Yoshioka           | Maria Hönig            |
| Shinnosuke Kanamuro | Ryō Yoshizawa           | Julien Haggège         |
| Masamichi Nakamura  | Fukushi Ochiai          | Tobias Schmitz         |
| Masatsugu Nakamura  | You Taichi              | Ronja Peters           |
| Chika Ōtaki         | Atsumi Tanezaki         | Patrizia Carlucci      |
| Dankichi Nitobe     | Ken Matsudaira          | Michael Pan            |
| Kodama              | Chikahiro Kobayashi     | Oliver Schnelker       |
| Manager             | Akinori Egoshi          | Sebastian Kaufmane     |
| Abo                 | Hiroyuki Yoshino        | Imme Aldag             |
| Akanes Kollegin     | Yuka Nukui              | Milena Karas           |
| Bamba               | Yūto Uemura             | Christian Zeiger       |

## Rezeption

### Kritiken
Der Film wurde gemischt positiv aufgenommen. Rafael Motamayor gefiel er gut. Er macht als Hauptmotive des Animes Bedauern und die Hoffnung auf eine zweite Chance aus. Die nachdenklichen Thematiken stünden dabei in perfekter Ausgewogenheit zu den verspielten Aspekten. Gleichzeitig verbinde der Film traditionelle sowie moderne Aspekte, die sich auch innerhalb der Handlung und der Reaktionen der Vergangenheitsform Shinnos in dem filmzeitigen Jetzt spiegeln. Der charakterliche Fokus liege auf familiären Bindungen, die Charakterentwicklung wird positiv herausgestellt.
Auch Oliver Armknecht sieht die Stärke von Her Blue Sky in den Protagonisten, um die herum der Film aufbaut. Er lobt die ruhige Art und Weise, in der die Motive differenziert angegangen werden. Nur das Finale des Animes falle da leider aus dem Rahmen. Die Arbeit des Animationsstudios bezeichnet er als solide.

### Einspielergebnisse
Bei der Eröffnung spielte Her Blue Sky in Japan etwa 650.000 US-Dollar ein. Über den gesamten Zeitraum ergaben sich in Japan Einnahmen von 4,7 Mio. US-Dollar. Nach der Veröffentlichung in Vietnam 2020 und Südkorea 2022 ergaben sich weltweite Einnahmen in Höhe von etwa 4,82 Mio. US-Dollar.

### Auszeichnungen
Her Blue Sky gewann beim Fantastic Costa del Sol International Film Fest den Unicorn Award als bester Film sowie für das beste Drehbuch. 2020 wurde der Anime mit vier weiteren Filmen für den Japanese Academy Award als bester Animationsfilm nominiert. Die Auszeichnung gewann letztlich Weathering With You. Weiterhin wurde Her Blue Sky für den Mainichi Eiga Concours nominiert.